# Suzuki GSX-R750
La GSX-R750 es una motocicleta de la marca Suzuki, dentro de su serie de motos deportivas GSX-R. Fue la primera motocicleta de producción en serie que estuvo dotada de un chasis de doble cuna de aluminio en vez de los tradicionales de acero. Fue presentada en 1985, y puede ser considerada como una de las primeras réplicas de motos de competición, contando no solo con un aspecto similar a las motos de resistencia de Suzuki, sino también con parte de su tecnología, y todo ello a un precio asequible para el gran público.
En su momento, la GSX-R750 fue revolucionaria por su peso en seco por debajo de los 180 kg, más de 100 CV de potencia y su gran manejabilidad, derivada de la cual mostraba un marcado nerviosismo.

Nota: código del año entre paréntesis

## Refrigeración aire-aceite (Slabside)

### GSX-R750 (F) 1985
El modelo original disponía de un ligero chasis de aluminio, carburadores de compuerta plana, dobles discos de freno con pinzas de cuatro pistones, y neumáticos de 18 pulgadas. La inusual elección de un motor refrigerado por aceite y aire fue hecha para ahorrar peso en comparación con los motores contemporáneos refrigerados por agua.

GSX-R750R (F) 1985
Modelo de homologación para competición.

GSX-R750 (G) 1986
El modelo de 1986 recibió un basculante 5 mm más largo, para ayudar a mantener la estabilidad. Aparte de una parte inferior modificada y mejores focos, hay pocas diferencias entre este modelo y el anterior.

GSX-R750R 1986
Modelo de homologación para competición en edición limitada. Incluía embrague en seco, colín monoplaza y rótulos indicando ser una edición limitada.

GSX-R750 (H) 1987
El modelo de 1987 recibió horquillas delanteras de 41 mm y un amortiguador de dirección. Se añadió también un mayor depósito de combustible, con 21 litros de capacidad.

## Refrigeración aire-aceite (Slingshot)
GSX-R750 (J) 1988
Primera revisión importante. Se emplea el motor de carrera corta y se estiliza el aspecto del carenado. La batería de carburadores pasa a ser de guillotina.

GSX-R750 (K) 1989
Cambios internos menores, nueva parte inferior y rótulos.

GSX-R750R 1989
Modelo de homologación para competición.

GSX-R750 (L) 1990
Horquillas invertidas. Se vuelve al motor de carrera larga.

GSX-R750 (M) 1991
El modelo de 1991 ganó 15 kg sobre el modelo previo. El cambio principal fueron los focos carenados y el frontal inclinado, ambos con el objetivo de reducir la resistencia al avance. También se modificó el colín, con asientos más grandes y un piloto posterior doble. Esta fue la última GSX-R en emplear el sistema SACS de refrigeración mixta aire-aceite. Cambios internos en el motor fueron el uso de un balancín por válvula (los modelos anteriores usaban uno para cada dos válvulas), nuevo escape y muelles de válvulas más resistentes.
GSX-R750 (N) 1992
Idéntica al modelo de 1991 salvo por rotulación y colorido. Se vendió exclusivamente es Estados Unidos, donde el modelo refrigerado por agua tardaría un año más en llegar.

## Refrigeración líquida
GSX-R750 (WN) 1992
Nuevo motor refrigerado por agua. Incremento de peso respecto al modelo anterior.

GSX-R750 (WP) 1993
Principalmente cambios cosméticos. Revisión menor del motor y pequeño incremento de potencia.

GSX-R750 (WR) 1994
Peso y potencia reducidos respecto al modelo anterior.

GSX-R750 SP 1994
Modelo de homologación para competición.

GSX-R750 (WS) 1995
Último modelo en emplear el chasis de doble cuna. El modelo más potente y pesado hasta el momento.

## SRAD(Suzuki Ram Air Direct)
GSX-R750 (T) 1996

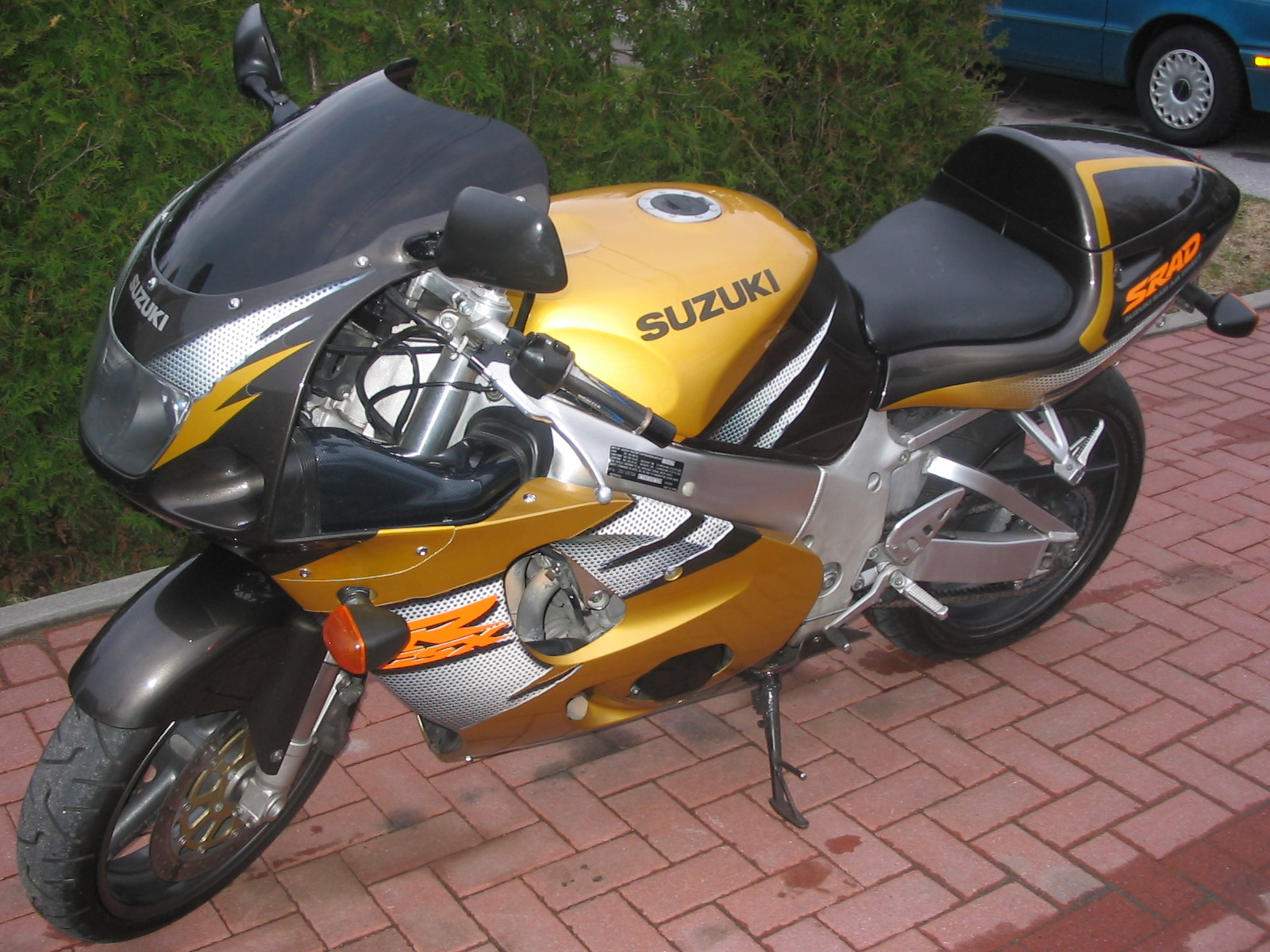
Modelo del año 1996 de la Suzuki GSX-R750.

El modelo de 1996 presentó un nuevo chasis de doble viga, derivado del empleado en la RGV 500 del Campeonato del Mundo de Motociclismo. También equipaba un nuevo motor, compacto y aligerado, que empleaba magnesio en ciertos componentes para reducir peso. Se perdieron nada menos que 20 kg, llegando a los 179 kg, con una potencia de 128 CV. Con este modelo por fin se solucionaron los problemas de sobrepeso que habían afectado a la GSXR desde la introducción del motor refrigerado por agua. Otras características eran el control electrónico de la batería de carburadores y unas nuevas horquillas invertidas de 43 mm de diámetro, completamente ajustables, pero la principal innovación es el SRAD (Suzuki Ram Air Direct), un sistema de sobrealimentación que incrementa la potencia a medida que la velocidad aumenta, actuando del mismo modo que un compresor volumétrico mecánico, pero empleando únicamente la presión dinámica del aire de admisión. 

GSX-R750 (V) 1997
Retoques menores en el motor. Aerodinámica mejorada.

## Inyección de combustible
GSX-R750 (W) 1998
Introducción de la inyección electrónica de combustible.

GSX-R750 (X) 1999
Modificaciones menores respecto al modelo anterior. Lo más destacable es el empleo de una llanta trasera de 6 pulgadas de garganta.
GSX-R750 Y - 2000
GSX-R750 K1 - 2001
Cambios en la decoración.
GSX-R750 K2 - 2002
GSX-R750 K3 - 2003
Modificación de diseño.
GSX-R750 K4 - 2004
GSX-R750 K5 - 2005
Modificación de diseño.
GSX-R750 K6 - 2006
GSX-R750 K7 - 2007
Modificación de diseño.
GSX-R750 K8 - 2008
Mayor silencioso del tubo de escape.
GSX-R750 K9 - 2009
GSX-R750 L0 - 2010
GSX-R750 L1 - 2011
GSX-R750 L2 - 2012
GSX-R750 L3 - 2013
GSX-R750 L4 - 2014
GSX-R750 L5 - 2015
GSX-R750 L6 - 2016
Suzuki Dual Throttle Valve (SDTV) fuel injection
Suzuki Drive Mode Selector (S-DMS)
3 posiciones para ubicación de apoya pies
2 posibles curvas (modos) de potencia seleccionables por el piloto sobre la marcha (Racing-Rain)

### Características técnicas[1]

#### Dimensiones
- Longitud total: 2030 mm
- Distancia entre ejes: 1390 mm
- Peso en vacío: 160 kg
- Ancho total: 710 mm
- Depósito de gasolina: 17 L
- Altura total: 1125 mm
- Altura libre: 130 mm
- Altura del asiento: 810 mm

#### Motor
- Tipo de motor: 4 tiempos, refrigeración líquida, DOHC, 4 cilindros
- Diámetro x carrera: 70,0 x 48,7 mm
- Cilindrada: 749 cm³
- Encendido: Electrónico Digital CDI
- Transmisión: Toma constante de 6 velocidades
- Relación de compresión: 12,5:1
- Alimentación: Inyección electrónica
- Arranque: Eléctrico
- Transmisión: Cadena

#### Suspensión
- Suspensión delantera: Telescópica invertida, ajustable en precarga, compresión y extensión
- Suspensión trasera: Por bieletas, amortiguador hidráulico, ajustable en precarga, compresión y extensión.

#### Frenos
- Freno delantero: Anclaje radial, doble disco de 310 mm, pinza de 4 pistones
- Freno trasero: Simple disco de 220 mm, pinza de 2 pistones

#### Neumáticos y llantas
- Neumático delantero: 120/70ZR-17M/C (58W)
- Neumático trasero: 180/55ZR-17M/C (73W)[2]